# Portrait d'Alexandre Glazounov
Portrait d'Alexandre Glazounov (Портрет композитора А.К.Глазунова) est une peinture à l'huile sur toile d'Ilya Répine composée en 1887 qui représente le compositeur russe Alexandre Glazounov (1865-1936) à l'âge de vingt-deux ans. Ce tableau mesure 119 × 90,5 cm et est conservé au musée russe de Saint-Pétersbourg.
Le musicien est représenté de face, vêtu de noir, le pouce droit dans la poche de son gilet, regardant le spectateur d'un air déterminé, sur un fond neutre. Ilya Répine était ami du musicien qu'il peint alors qu'il fait partie du cercle de Belaïev. Glazounov lui dédie en 1889 sa Rhapsodie orientale pour grand orchestre.
Ce tableau a été présenté à l'exposition Répine du Petit Palais de Paris du 5 octobre 2021 au 23 janvier 2022.